# 塔洛尔一世
塔洛尔一世（中世纪盖尔语：Talorc I）是皮克特人的国王（452年-456年在位），他是丹尼尔之子。
《皮克特人编年史》中所谓的国王列表称他在位两到四年，他死后特里斯坦一世的兄弟尼克塔一世继承了他的王位。